# Народная партия горцев Кавказа
Народная партия горцев Кавказа — прометеистская политическая организация северокавказских эмигрантов в Европе.
До Второй мировой войны партия издавала ряд периодических изданий на русском и турецком языках. Создателем и генеральным секретарём партии был Мухаммад Саид Шамиль.

## История

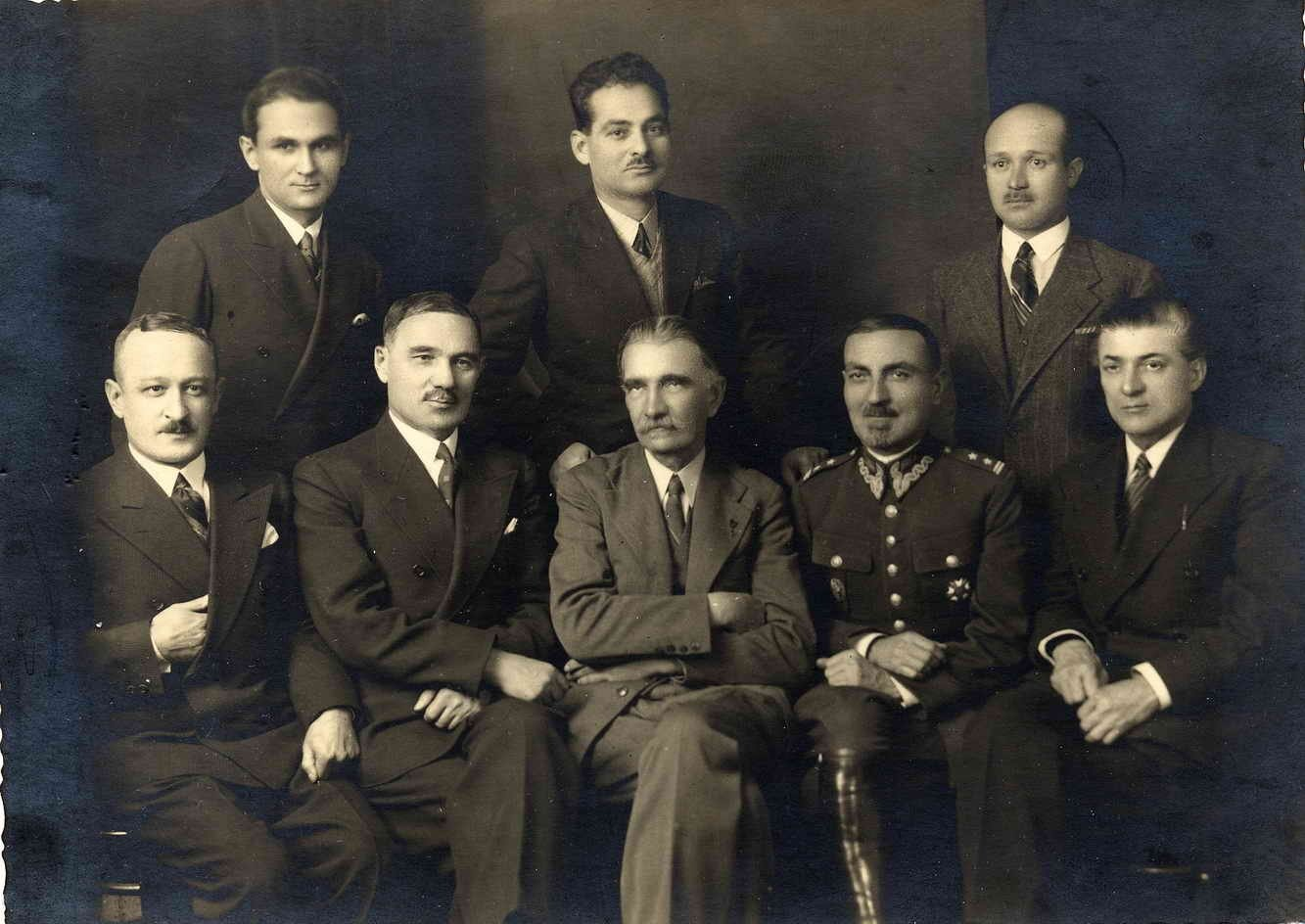
Члены Народной партии горцев Кавказа в Варшаве, 1933 г.
Стоят (слева): Бало Билатти, Барасби Байтуган, Ахмет Жанбек Хавжоко
Сидят (слева): Магомет Чукуа, Магомет Гирей Сунш, польский сенатор Станислав Седлецкий, полковник Багауддин Хурш, Ибрагим Чулик

После установления на Кавказе советской власти многие северокавказские политики эмигрировали в Турцию и Европу, где они, объединяясь, продолжали свою деятельность. Одна из основных групп северокавказских мигрантов сосредоточилась вокруг Саида Шамиля — внука имама Шамиля.
Партия была основана Саидом 18 ноября 1925 года в столице Чехословакии — Праге, где сосредоточилась достаточно значительная колония северокавказцев, большинство из которых находились в городе Брно. Уже со следующего года началась регулярная издательская деятельность, которая шла вплоть до 1939 года. Первоначально объединение называлось «Народная партия вольных горцев Кавказа», что позднее превратилось в «Народную партию горцев Кавказа».
Партия базировалась в Стамбуле, однако скоро появились и отделения в Праге, Варшаве и Париже.
15 июня 1926 года партия стала одним из учредителей Комитета независимости Кавказа, которая впоследствии преобразовалась в Совет конфедерации Кавказа.
В 1927 году исполнилось 50 лет со времён восстания Чечни и Дагестана 1877 года. По этому поводу НПГК организовала в пражском отеле «Граф» заседание, куда пригласили представителей общин северокавказских народов, закавказских диаспор, украинской, белорусской, татарской общин в Чехословакии, а также левой русской общественности и кубанского казачества.

## Периодические издания
| Русское название     | Турецкое название    | Период издания       | Место издания       | Редакторы                                             | Ссылка                                           |
| -------------------- | -------------------- | -------------------- | ------------------- | ----------------------------------------------------- | ------------------------------------------------ |
| «Вольные горцы»      |                      | 1927-1928            | Прага, Чехословакия | Айтек Кундух                                          | Национальная библиотека Чешской Республики       |
| «Горцы Кавказа»      | «Kafkasya Dağlıları» | 1928-1934            | Париж, Франция      | Эльмурза Бекович-Черкасски, с 1931 — Барасби Байтуган | Электронная библиотека Ягеллонского университета |
| «Северный Кавказ»    | «Şimali Kafkasya»    | 1934-1939            | Варшава, Польша     | Барасби Байтуган                                      | Электронная библиотека Ягеллонского университета |
| «Путь свободы»       | «Hürriyet Yolu»      | декабрь 1934         | Варшава, Польша     | Жанбек Хавжоко                                        | Электронная библиотека Ягеллонского университета |
| «Борьба»             | «Savaş»              | февраль 1936         | Варшава, Польша     | Жанбек Хавжоко                                        |                                                  |
| «Знамя народа»       | «Millet Bayrağı»     | май 1936             | Варшава, Польша     | Жанбек Хавжоко                                        | Электронная библиотека Ягеллонского университета |
| «Наша цель»          | «Bizim Dilek»        | июнь 1936            |                     | Жанбек Хавжоко                                        |                                                  |
| «Будущее»            | «Gelecek»            | август-сентябрь 1936 |                     | Али Мирза                                             | Электронная библиотека Ягеллонского университета |
| «Национальная мысль» | «Milli Fikir»        | февраль 1937         |                     | Жанбек Хавжоко                                        |                                                  |
| «Вперед»             | «İleri»              | май 1937             |                     | Али Мирза                                             |                                                  |
| «Наш край»           | «Ülkemiz»            | октябрь-ноябрь 1937  |                     | Кургуко Джад                                          |                                                  |
| «Голос родины»       | «Vatan Sesi»         | 1937                 |                     | Барасби Байтуган                                      |                                                  |
| «Призыв»             | «Çağırış»            | май-июнь 1938        |                     | Бало Билатти                                          | Электронная библиотека Ягеллонского университета |
| «Семь звезд»         | «Yedi Yıldız»        | ноябрь-декабрь 1938  |                     |                                                       |                                                  |

В журналах издавались такие деятели северокавказской интеллигенции как Саид Шамиль, Ахмед Цаликов, Барасби Байтуган, Бало Билатти, Айтек Кундух, Ахмет Жанбек Хавжоко, Багауддин Хурш и многие другие. Выпуски журналов продавались во всех странах Европы, на Ближнем и Дальнем Востоке, Африке, а также Америке.
Одним из самых главных направлений в изданиях партии была критика Советской власти. В статьях освещались репрессии, проводимая политика, проблемы на местах и прочее.

## Идеология

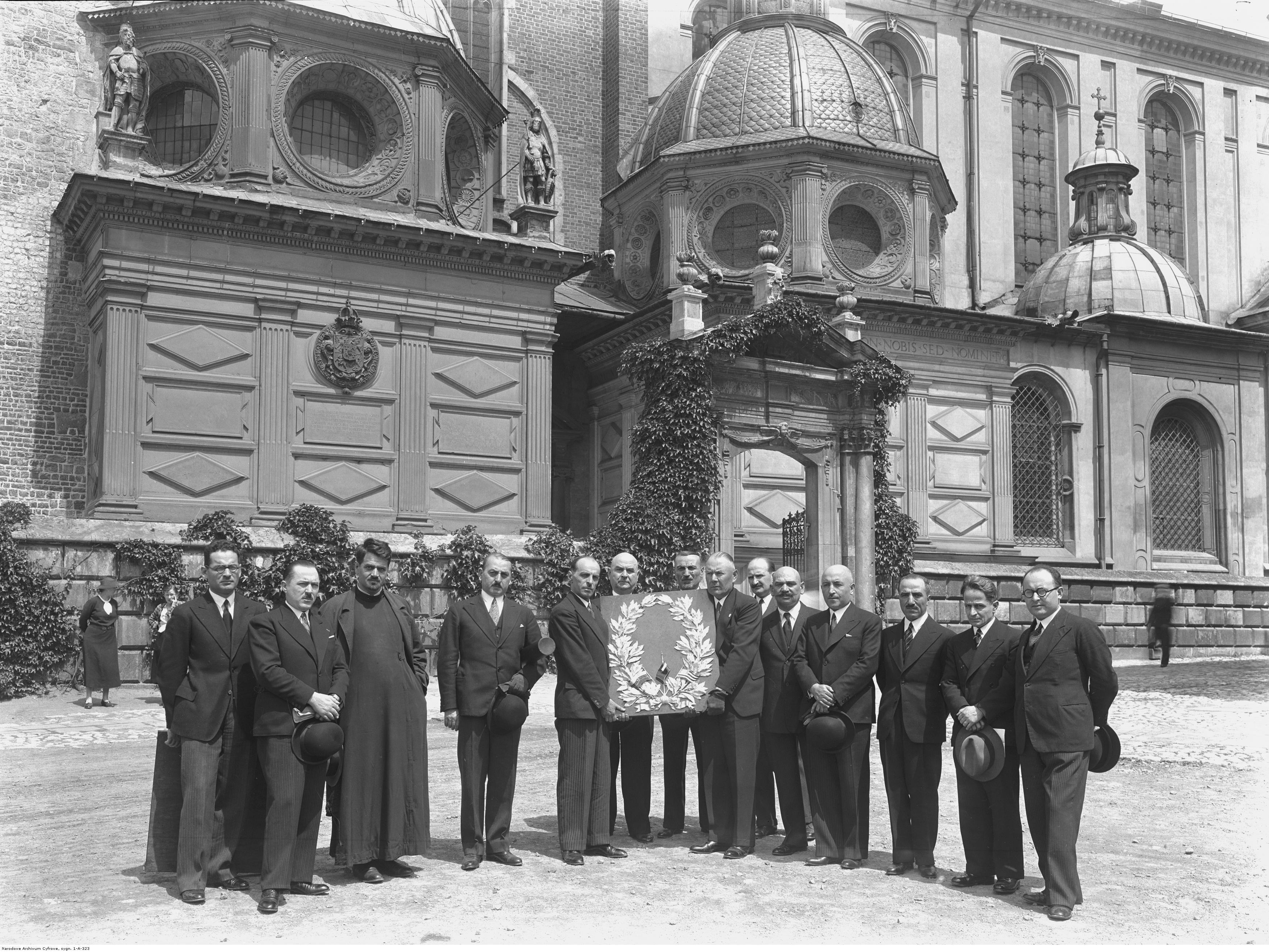
Слева 1-й Барасби Байтуган (1899–1986), 2-й Хуссейн Кумуз (1889–1964) и 7-й полковник Багауддин Хурш (1891–1946) среди кавказских делегатов перед возложением венка на гробницу маршала Юзефа Пилсудского в Кракове, 1936 г.

Партия была частью движения «Прометей». Целью участников было возвращение независимой Горской республики, которая была бы объединена с южнокавказскими государствами в одну Кавказскую конфедерацию с едиными вооружёнными силами, финансовой, экономической и таможенной системами. Формой государства должна была стать демократическая республика.

В программу входило:
- утверждение всех видов свобод
- учреждение трудового права с законодательным регулированием всех видов труда
- всеобщее избирательное право безразличия пола и веры
- национализация недр
- передача земель крестьянству
- обеспечение развития частного предпринимательства